# تيكمي إزدار (آيت بوياسين)
تيكمي إزدار هو دُوَّار يقع بجماعة سيدي مبارك، إقليم سيدي إفني، جهة كلميم واد نون في المملكة المغربية. ينتمي الدوّار لمشيخة آيت بوياسين التي تضم 80 دواوير. يقدر عدد سكانه بـ 57 نسمة حسب الإحصاء الرسمي للسكان والسكنى لسنة 2004.

## روابط خارجية
- البوابة الوطنية للجماعات الترابية نسخة محفوظة 12 مارس 2018 على موقع واي باك مشين.
- المندوبية السامية للتخطيط